# Frank Spain
Francis James „Frank” Spain (Quitman, Georgia, 1909. február 17. – Rochester, New York, 1977. június 23.) olimpiai bronzérmes amerikai jégkorongozó.
Georgia államban született, de korán a massachusettsi Wabanba költözött, ahol megtanulta a jégkorong alapjait. A Dartmouth College-on diplomázott filozófiából, és emellett jégkorongozott és baseballozott is. Az egyetem után az amatőr Boston Olympics játékosa volt.
Az 1936. évi téli olimpiai játékokon, a jégkorongtornán, Garmisch-Partenkirchenban játszott az amerikai válogatottban. Az első fordulóban csak a második helyen jutottak tovább a csoportból, mert az olasz csapat legyőzte őket hosszabbításban. A németeket 1–0-ra, a svájciakat 3–0-ra verték. A középdöntőből már sokkal simábban jutottak tovább. Három győzelem és csak a svédek tudtak ütni nekik 1 gólt. A négyes döntőben viszont kikaptak Kanadától 1–0-ra és 0–0-t játszottak a britekkel, valamint megverték a csehszlovákokat 2–0-ra és így csak bronzérmesek lettek. 8 mérkőzésen játszott és 2 gólt ütött.
Az olimpia után 1941-ig játszott amatőrként. Utána csiszolópapírral foglalkozó céget alapított Grinding Supply Inc. néven.